# 红腰丛霸鹟属
红腰丛霸鹟属（学名：Cnemarchus）是霸鹟科的一属。

## 下属物种
本属包括以下物种：
- 红腰丛霸鹟 Cnemarchus erythropygius (P.L.Sclater, 1853)
- 丛霸鹟 Cnemarchus rufipennis